# ويلام جوزيف جونز
ويلام جوزيف جونز (بالإنجليزية: William Joseph)‏ (3 سبتمبر 1979 بميامي في الولايات المتحدة - ) هو لاعب كرة قدم أمريكية ولاعب كرة قدم أمريكي في مركز معرقل دفاعي. لعب مع نيويورك جاينتس وأوكلاند ريدرز.

## وصلات خارجية
- ويلام جوزيف جونز على موقع مرجع كرة القدم المحترفة.كوم (الإنجليزية)